# Раде Андровић
Раде Андровић је паштровски јунак из друге половине XVIII вијека.
У љето 1785. године, паша скадарски Махмуд Бушатлија побједоносно је пролазио кроз Паштровиће послије похода на Црну Гору. Поп Раде Андровић се осмјелио да га убије у његовом шатору у Кастелластви јер је изневјерио ријеч да похаре неће бити у Паштровићима. Његова пушка не кресну и Турци га посјекоше. Стјепан Митров Љубиша га је с истином прозвао новим Обилићем.